# 十利須我里
十利須我里（とおりすがり）は、日本の男性声優。主にアダルトゲームに声をあてている。

## 出演
太字はメインキャラクター。

### OVA
- 黒と金の開かない鍵。（2013年、園村郁人[1][2]）

### 美少女ゲーム
- 桃華月憚（2007年、JJ）
- 俺たちに翼はない〜Prelude〜（2008年、鳳翔）
- 俺たちに翼はない（2009年、鳳翔）
  - 俺たちに翼はない アフターストーリー（2010年、鳳翔）
- 夏いろペンギン（2009年、鈴木）
- キスと魔王と紅茶（2009年、秋月龍二[3]）
- 11eyes -Resona Forma-（2010年、傅満州）
- your diary（2011年、広崎響[4]）
- SHUFFLE! エピソード2 神にも悪魔にも狙われている男（2020年、クンツァイト）

### 乙女ゲーム
- プリティ☆ウィッチ☆アカデミー!（2009年、アキト＝キタムラ）
- ツンデレ★S乙女 -sweet sweet sweet-（2010年、森清康太[5]）
- 黒と金の開かない鍵。（2010年、園村郁人）

### BLゲーム
- 大正メビウスライン（2012年、館林開[6]）

### CD

#### ドラマCD
- 兄と幼馴染 ノワール（幼馴染）
- 兄と幼馴染 ルージュ（幼馴染）
- 兄と幼馴染 連動特典CD「窓のない部屋」（幼馴染）
- 兄と幼馴染 連動特典CD「よくばりDays」（幼馴染）
- ウィズ アニバーサリィー（デュオ）
- 幼馴染の彼 白ルート
- 幼馴染の彼 黒ルート
- 幼馴染の彼 After Story
- 幼馴染の彼 After Story アニメイト特典CD「羽のゆりかご」
- 幼馴染の彼 After Story ステラワース特典CD「氷のゆりかご」
- 黒と金の開かない鍵。 シリーズ（園村郁人）
  - little cheeseオフィシャル特典「嫉妬されちゃうスペシャルボイス集」
  - メッセサンオー(ステラワース)特典 ドラマCD郁人「姫始めと願い事」
  - DVD第一話 ステラワース特典「郁人の夢支配」
  - DVD第二話 ステラワース特典「郁人の独占鍵」
  - 黒と金の開かない鍵。ドラマCD 第1弾＜郁人＆透央 編＞
- ツンデレ★S乙女 -sweet sweet sweet- シリーズ（森清康太[5]）
  - アニメイト専用特典DISC「DOG Fight」
  - とらのあな専用特典DISC「幕末大作戦！」
  - 美蕾オフィシャル特典DISC「シャルウィーダンスは誰の手に」
  - 美蕾オフィシャル予約特典DISC「システムボイス＆メッセージボイス集」

#### BLCD
- 大正メビウスライン ステラワース特典ドラマCD 館林編「館林隊新人教育。」（館林開[6]）
- 大正メビウスライン「帝國祝詞大全」（館林開[6]）
- 大正メビウスライン ドラマCD〜館林編〜 帝都擾乱（館林開[6]）